# Ether (EP)
Ether ist die erste EP des US-amerikanischen Metal-Gitarristen Mark Morton. Das Album erschien am 17. Januar 2020 über Rise Records.

## Entstehung
Nach der Veröffentlichung seines ersten Soloalbums Anesthetic im März 2019 spielte Mark Morton mit seiner Band eine kleine Tournee. Dabei wurden auch einige Lieder in Akustikversionen gespielt, unter anderem beim Download-Festival. Inspiriert von diesen Auftritten schrieb Morton einige Lieder, die diese „sanfte Stimmung reflektieren“. Wie schon bei Anesthetic arbeitete Mark Morton mit unterschiedlichen Sängern zusammen. Auf der EP sind Lzzy Hale (Halestorm), Howard Jones (Light the Torch), John Carbone (Moon Tooth) und bei zwei Titeln Mark Morales (Sons of Texas) zu hören. 
Die EP enthält drei Eigenkompositionen und zwei Coverversionen, wobei die Wahl auf The Black Crowes und Pearl Jam fielen. Produziert und gemischt wurde EP von Josh Wilbur. Für die Lieder All I Had to Lose und Black wurden Musikvideos veröffentlicht.

## Titelliste
| Nr. | Titel               | Originalinterpret | Sänger/-in                     | Länge |
| --- | ------------------- | ----------------- | ------------------------------ | ----- |
| 1   | All I Had to Lose   |                   | Mark Morales (Sons of Texas)   | 3:14  |
| 2   | The Fight           |                   | John Carbone (Moon Tooth)      | 3:15  |
| 3   | She Talks to Angels | The Black Crowes  | Lzzy Hale (Halestorm)          | 5:25  |
| 4   | Love My Enemy       |                   | Howard Jones (Light the Torch) | 3:39  |
| 5   | Black               | Pearl Jam         | Mark Morales (Sons of Texas)   | 4:52  |

## Rezeption
Andy Thorley vom Onlinemagazin Maximum Volume Music bezeichnete Ether als „die Arbeit talentierter Musiker, die Spaß haben, aber anders auftreten wie man es von ihnen gewohnt wäre“. Thorley vergab acht von zehn Punkten. Ed Ford vom Onlinemagazin Rock ´n´ Load schrieb, dass Ether eine „schön gemachte Auswahl von Titeln ist, die es Morton erlauben, seine Talente zu zeigen und gleichzeitig seinen Gästen erlaubt, ihr volles Können zu zeigen“. Ford vergab neun von zehn Punkten.